# Bitwa o Kirkuk (2017)
Bitwa o Kirkuk – ofensywa irackich sił lądowych, której celem było odzyskanie kurdyjskiego miasta Kirkuk od Kurdystanu. Ofensywa rozpoczęła się 15 października 2017 roku. Siły irackie przejęły bazę lotniczą K-1, pole naftowe Baba Kurkur, urząd gubernatora, lotnisko, kluczową infrastrukturę i drogi.